# Bannathele menglunensis
Genre
Espèce
Synonymes
- Macrothele menglunensis Li & Zha, 2013

Bannathele menglunensis, unique représentant du genre Bannathele,  est une espèce d'araignées mygalomorphes de la famille des Macrothelidae.

## Distribution
Cette espèce est endémique du Yunnan en Chine,. Elle se rencontre dans le xian de Mengla.

## Description
Le mâle holotype mesure 15,06 mm et la femelle paratype 15,75 mm, les mâles mesurent de 14,60 à 15,75 mm et les femelles de 14,12 à 15,85 mm.

## Systématique et taxinomie
Cette espèce a été décrite sous le protonyme Macrothele menglunensis par Li et Zha en 2013. Elle est placée dans le genre Bannathele par Shao, Zhou et Lin en 2025.
Ce genre a été décrit par Shao, Zhou et Lin en 2025 dans les Macrothelidae.

## Étymologie
Son nom d'espèce, composé de menglun et du suffixe latin -ensis, « qui vit dans, qui habite », lui a été donné en référence au lieu de sa découverte, Menglun.

## Publications originales
- Li & Zha, 2013 : « Macrothele spiders from Xishuangbanna rainforest of Yunnan, China (Araneae, Hexathelidae). » Acta Zootaxonomica Sinica, vol. 38, no 4, p. 776-783.
- Shao, Zhou & Lin, 2025 : « 大疣蛛科的分类学修订与新属描述（蜘蛛目，大疣蛛科）- Taxonomic revision of Macrothelidae Simon, 1892 and description of four new genera (Araneae, Macrothelidae). » The Indochina Entomologist, vol. 1, no 36, p. 337-350 (texte intégral) (zh).